# Reversible!
Reversible! (japonês: リバーシブル！, Hepburn: Ribāshiburu!) é uma série de mangá de romance do gênero otokonoko, criada por Dicca Suemitsu. Foi originalmente serializada pela Ichijinsha na revista Waai!, entre 24 de abril de 2010 e 25 de novembro de 2013, e posteriormente reunida em três volumes tankōbon. Juntamente com Sazanami Cherry, foi um dos primeiros mangás publicados sob o selo Waai! Comics.
A história acompanha Shuu Kaidou, que precisa se transferir para uma escola masculina que exige que seus alunos se revezem no uso de roupas femininas, uma regra em vigor para promover relações positivas entre homens e mulheres. Ele fica confuso com isso, mas é ajudado pelo membro do comitê de coordenação de cross-dressing, Tsubaki Yaezaki. A série foi escrita com temas de romance gay, mudança e feminilidade masculina, com foco em como os personagens são afetados pelo fato de se vestirem como mulheres. Foi bem recebida, considerada um destaque tanto entre os mangás publicados na Waai! quanto entre os mangás de cross-dressing em geral.

## Enredo
Reversible! é um mangá de romance do gênero otokonoko ambientado na Academia St. Stokesia, uma escola japonesa exclusivamente masculina onde é obrigatório que os alunos — metade deles por vez — usem roupas femininas em semanas alternadas. Essa regra foi implementada para incentivar relações positivas entre homens e mulheres, mesmo em um ambiente exclusivamente masculino.
Shuu Kaidou, um estudante de outra escola, sofre bullying e acaba sendo falsamente acusado de um crime por três garotas, o que o obriga a se transferir para St. Stokesia. Inicialmente, Shuu se sente confuso e desconfortável com a exigência de usar roupas femininas, mas recebe apoio de Tsubaki Yaezaki, um estudante veterano e membro do comitê de coordenação de cross-dressing da escola. Tsubaki gradualmente o introduz ao uso de roupas femininas e ao estilo de vida como mulher, e Shuu começa a apreciar a experiência.

## Produção e lançamento

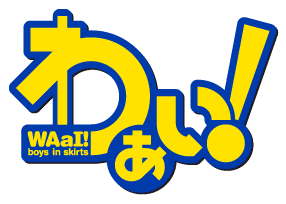
A equipe da Waai! viu Reversível! como representante da revista.

Reversible! foi escrito e ilustrado por Dicca Suemitsu, sendo serializado em japonês pela Ichijinsha na revista de mangás sobre crossdressing Waai!. A série estreou em 24 de abril de 2010, na primeira edição da revista, sendo publicada até 25 de novembro de 2013. A série chegou ao fim com o cancelamento da revista, que ocorreu na edição seguinte. Embora Suemitsu tenha ficado satisfeito com o desfecho, ele expressou curiosidade sobre como a história poderia ter se desenvolvido caso tivesse tido a oportunidade de continuar escrevendo-a.
Ao escrever o mangá, Suemitsu usou temas de romance gay, mudança e feminilidade masculina, com foco em como Shuu e as pessoas ao seu redor são afetadas por se vestirem como mulheres: Shuu deixa de ser forçado a usar roupas femininas e passa a fazê-lo por vontade própria, e o cross-dressing acaba sendo retratado como algo positivo para ele. O aspecto forçado do cross-dressing também foi considerado importante devido ao leve erotismo que ele acrescenta.
A Ichijinsha reuniu a série em três volumes tankōbon, que, junto com Sazanami Cherry, se tornaram os primeiros mangás lançados sob o selo Waai! Comics quanto os primeiros mangás da revista Waai! a receberem uma edição encadernada. A escolha dessas duas séries se deu porque o editor-chefe da Waai!, Toshinaga Hijikata, as considerava as mais distintas e representativas da revista.Devido ao tema de cross-dressing, a equipe editorial teve uma preocupação especial com o design da capa do volume encadernado, buscando evitar qualquer elemento visual que pudesse causar constrangimento aos leitores — o que poderia levá-los a evitar levar o exemplar até o caixa da livraria. Em algumas lojas, os volumes foram acompanhados por ilustrações extras que mostravam os personagens da série usando uniformes escolares femininos e vestidos de festa.

### Volumes
| - Capítulo 1–5 |

| - Capítulo 6–10 |

| - Capítulo 11–15 |

## Recepção
Reversible! foi bem recebido pelos leitores, e Suemitsu ainda recebia regularmente royalties pela edição digital da obra até 2018; em 2019, ele afirmou que frequentemente recebia pedidos por lançamentos internacionais da série, mas que cabia às editoras decidirem se iriam ou não a levar adiante. A obra também foi bem recebida pela crítica: o site Honcierge a considerou um dos melhores mangás de seu gênero, e o Bukumaru a classificou como um mangá otokonoko "imperdível".
A Neo considerou o conceito central da escola obrigar o cross-dressing algo estranho, mas achou que o mangá se destacava dos mangás típicos de cross-dressing ambientados em colégios, por evitar o clichê de um personagem masculino travestido que esconde que não é uma mulher; em vez disso, apresenta um cenário onde o cross-dressing é incentivado e até exigido.
A Natalie aguardava com expectativa os volumes coletados, chamando-os de um lançamento "muito esperado", com capas atrativas. Eles acharam a arte dos personagens fofa e também valorizaram o fato de o mangá se destacar; disseram que ele ajudou a diversificar o conteúdo da Waai! e o chamaram de a base sobre a qual a revista se apoia, já que muitas outras histórias são mais simples e giram apenas em torno de personagens que aparentam ser mulheres, mas que são revelados como homens travestidos.
O Bukumaru apreciou a combinação de seriedade e comédia e considerou o ponto alto da obra ver os personagens principais amadurecendo e lidando com seus passados. A Honcierge também gostou da comédia e do drama, e elogiou os personagens, destacando Aoi como uma beleza inteligente, e como Tsubaki consegue ser uma garota fofa ao mesmo tempo em que sabe se impor.